# Microcebus
Microcebus — рід лемуровидих приматів, ендеміків Мадагаскару, де надають перевагу різним лісовим або гірським середовищам існування. Мають невеликі розміри, великі очі й вуха, еліптичні короткі писочки. Вдень відпочивають у круглих гніздах зроблених з листя і гілок, а вночі виходять у пошуках в першу чергу фруктів, але також комах. У періоди посухи, як правило, впадають у сплячку, використовуючи жирові запаси, які накопичуються на задніх ногах і в хвості.

## Опис
Мають м'яке, коротке хутро, червонувато-коричневе або сіре зверху, знизу білувате. Задні кінцівки довші, ніж передні, голова з короткою мордою, округлим черепом, великими очима і збільшеними вухами. Довжина голови й тіла становить від 9 до 15 сантиметрів, хвіст такий же довгий, як і тіло. Вага коливається між 30 і 100 грамів, однак сильні сезонні коливання є.

## Середовище проживання
Як і всі лемури, живуть на Мадагаскарі, де зустрічаються найчастіше і найпоширеніші. Їх середовище проживання - ліси, як сухі на заході, так і дощові на сході. Вони відсутні тільки в центральному нагір'я.

## Звички
Живуть в основному на деревах, ведуть нічний спосіб життя і сплять протягом дня в саморобних, круглих листяних гніздах або дуплах дерев. Самиці утворюють групи від двох до дев'яти тварин, які сплять протягом дня разом, але розділені в пошуках їжі. Самці, як правило, живуть поодиноко, вони показують територіальну поведінку і позначаючи свою територію сечею або калом. Іноді самці шукають довгий час в компанії жіночих груп. Вони всеїдні, але фрукти є значною частиною їжі. Крім того, вони також споживають комах, павуків, квіти, нектар і листя.
Здатні жити в умовах поганого навколишнього середовища, таких як посуха, низька кількість їжі і доступної води і впадають в заціпеніння  або в довшу сплячку, яка може тривати до двох тижнів. При цьому температура тіла і швидкість обміну речовин знижені, так що енергія зберігається. Заціпеніння може бути будь-коли в році, але збільшується протягом сухого сезону. Тварини впадаються в поганих погодних умовах, близько опівночі в заціпеніння і можуть тоді вранці прокинутися від висхідного тепла. Сплячка досі спостерігалася тільки під час сухого сезону і, здається, не така довга як у пов'язаного Cheirogaleus. При підготовці до сухого сезону вони в сезон дощів накопичують коричневий жир у своїх хвостах.

## Загрози та охорона
Знищення середовища проживання є головною загрозою для видів Microcebus. Зокрема, є види з тільки невеликим ареалом.

## Види
- Microcebus arnholdi
- Microcebus berthae
- Microcebus bongolavensis
- Microcebus boraha
- Microcebus danfossi
- Microcebus ganzhorni
- Microcebus gerpi
- Microcebus griseorufus
- Microcebus jollyae
- Microcebus jonahi
- Microcebus lehilahytsara
- Microcebus macarthurii
- Microcebus mamiratra
- Microcebus manitatra
- Microcebus margotmarshae
- Microcebus marohita
- Microcebus mittermeieri
- Microcebus murinus
- Microcebus myoxinus
- Microcebus ravelobensis
- Microcebus rufus
- Microcebus sambiranensis
- Microcebus simmonsi
- Microcebus tanosi
- Microcebus tavaratra